# Tushka Bergen
Tushka Bergen (* 13. Oktober 1969 in London, England) ist trotz ihres abweichenden Geburtsortes eine australische Schauspielerin, die heute in Los Angeles lebt, aber Sydney ihre Heimat nennt. 

## Biografie
Bergen ist die Tochter des englischen Dirigenten Anthony Hose und der neuseeländischen Opernsängerin Beverly Bergen. Ihre Kindheit und Jugendzeit verbrachte sie in England, Neuseeland, Australien und Deutschland. 
Ihr Schauspieldebüt gab sie als elfjährige Schülerin in dem deutschen Fernsehfilm Don Quichottes Kinder von 1981, wo sie allerdings als Tushka Benthaak angeführt wurde. Als sie wieder in Australien war, trat sie unter ihrem Geburtsnamen Tushka Hose in den Filmen A Girl´s Own Story (1984), Mad Max – Jenseits der Donnerkuppel (1985) und der Fernsehproduktion Hector's Bunyip (1986) auf. Anschließend nahm sie den Namen ihrer Mutter an und trat seither als Tushka Bergen in Erscheinung. So international wie sie aufgewachsen war, fielen auch ihre Film- und Fernsehauftritte aus: Nachdem sie als Jugendliche in australischen Filmen auftrat, wirkte sie ab 1989 an deutschen Fernsehproduktionen wie Derrick, Der Alte, Das Traumschiff und Ein Fall für zwei mit. Zu ihren wichtigeren Kinofilmen zählen der im Nationalsozialismus spielende Swing Kids (1993) und Whit Stillmans Gesellschaftskomödie Barcelona (1994), beides in Europa gedrehte US-Produktionen. Ab den späten 1990er-Jahren war Bergen vor allem in amerikanischen Serien als Gastdarstellerin vertreten.
Seit ihrem Auftritt im australischen Film Horseplay (2003) an der Seite von Jason Donovan sind keine weiteren Film- oder Fernsehrollen mehr vermeldet (Stand: Juli 2021). Sie ist verheiratet mit dem Australier John Vause, einem CNN-Reporter, und hat eine Tochter, die im März 2004 in Los Angeles zur Welt kam.

## Filmografie
- 1981: Don Quichottes Kinder (Fernsehfilm)
- 1984: A Girl´s Own Story (Kurzfilm)
- 1985: Mad Max – Jenseits der Donnerkuppel (Mad Max – Beyond Thunderdome)
- 1985: Sons and Daughters (Fernsehserie, 9 Folgen)
- 1986: Hector's Bunyip (Fernsehfilm)
- 1987: The Place at the Coast
- 1987: Damned Be Damned (Kurzfilm)
- 1988: Gefangen im Paradies (Always Afternoon; Fernseh-Miniserie, 4 Folgen)
- 1989: Tanamera – Lion of Singapore (Fernseh-Miniserie, 7 Folgen)
- 1989: Derrick (Fernsehserie, Folge 178 Die Kälte des Lebens)
- 1989: Meine Pferde – Meine Liebe (Minnamurra)
- 1990: Bergerac (Fernsehserie, Folge The Dig)
- 1990: Der Alte (Fernsehserie, Folgen: Die Wahrheit / Braut ohne Gedächtnis)
- 1990: Blaues Blut (Fernsehserie, Folge Tödliches Wochenende)
- 1991: Das Traumschiff – Disney World (Fernsehfilm)
- 1992: Ein Fall für zwei (Fernsehserie, Folge Todesspiel)
- 1992: Der Bergdoktor (Fernsehserie, Folge Die Hexe)
- 1993: Agatha Christie’s Poirot (Fernsehserie, Folge Dead Man's Mirror)
- 1993: Swing Kids
- 1993: Glückliche Reise – Jamaica (Fernsehfilm)
- 1994: Barcelona
- 1994: Ausgerechnet Alaska (Northern Exposure; Fernsehserie, Folge Die Tochter des Zaren)
- 1995: Stimmen aus der Schattenwelt (Voices)
- 1995: Mörderische Gefühle (Murderous Intent, Fernsehfilm)
- 1996: Turning April
- 1997: Ein Single kommt immer allein (The Single Guy; Fernsehserie, Folge Au Pair)
- 1997: Lovelife
- 1997: Big Easy – Straßen der Sünde (Big Easy: Fernsehserie, Folge Moscow on the Mississippi)
- 1998: Culture (Kurzfilm)
- 1998: Fantasy Island (Fernsehserie, Folge Let Go)
- 1998: Hurrah
- 1999: Die unsichtbare Tochter (Invisible Child, Fernsehfilm)
- 1999: Die Reise zum Mittelpunkt der Erde (Journey to the Center of the Earth, Fernseh-Miniserie)
- 1999: Angel – Jäger der Finsternis (Angel; Fernsehserie, Folge I Fall to Pieces)
- 1999: The Cherry Orchard
- 2000: The Others (Fernsehserie, Folge Don't Dream It's Over)
- 2000: FreakyLinks (Fernsehserie, Folge Subject: Edith Keeler Must Die)
- 2000/2001: Frasier (Fernsehserie, 2 Folgen)
- 2001: Bye Bye Baby (Fernsehfilm)
- 2001: Für alle Fälle Stefanie (Fernsehserie, Folge Der erste Schrei)
- 2002: Strong Medicine: Zwei Ärztinnen wie Feuer und Eis (Fernsehserie, Folge Type & Cross)
- 2002: The Agency – Im Fadenkreuz der C.I.A. (Fernsehserie, Folge The Understudy)
- 2002: CSI: Vegas (Fernsehserie, Folge Abra Cadaver)
- 2003: Horseplay